# Михај Кантакузин
Михај Кантакузин (у румунској историографији познат као последњи Михај Кантакузин;  рођен 1640 – умро 1716. године) био је један од шест синова великог постелника Константина I Кантакузина. Михај Кантакузин је био велики столник и бег румунске земље крајем XVII века.
Заједно са својим братом столником Константином I Кантакузином, Михај је одиграо важну улогу у избору Константина Бранковеануа за владара. Њих двојица су извршили значајан утицај на Бранковеануову политику, све док трвења између две породице нису изазвала раздор 1707. године, Михај је уклоњен са државничких положаја, тако да је касније поверен једном Кантакузину.
Владавина војводе Стефана Кантакузина, Михајевог братанца, представљала је само кратак повратак породице Кантакузино на власт, епизоду која се завршила погубљењем господара, његовог оца (пуковника Константина II) и Михаја Кантакузина. Покровитељ Михај Кантакузино оставио је иза себе низ изузетних задужбина, међу којима су манастир Синаја, манастир Колкеа и црква Фундении Доамнеи.

## Биографија
Оснивач је манастира Синаја, после ходочашћа у Палестину и на Синајско полуострво. У новинама Трибуна Попорулуи, година VII, бр. 99, 17. јуна 1903. године, објављене су следеће информације:
Манастир Синај је 1695. године постао велики Спатар Михај Кантакузин, син Константина I, а име је дао Доситеј, патријарх Јерусалимски и манастир Бучеагул. Име Синаја манастиру је дао Михај Кантакузин, што се види из акта о оснивању:
„Саградио сам од темеља и подигао скицу, названу Синаја, по лику Синаје великог и како показује и патријарх цариградски Гаврил (1702. године), коју су назвали Синаја која добро ради, подстакнути великом љубављу и оданошћу коју су имали према светој и богохођеној Гори Синаји".
На плочи постављеној на кули Колкеј, исписано је име оснивача Михај Кантакузино:
„Овај околни зид, са свим покривачем од темеља, подигао је ваш господар Михај Спатарул Кантакузин, који је, обузет божанском ревношћу, учинио све ово веома улепшано, као што видите, у славу и славу Божију и на вечни спомен вама и целом народу твом, и обасјани су у дане Господа свих. Влашке, Ио Штефан Вода Кантакузин, као архиепископ – митрополит пресвети отац Антим 1715. године."